# Chiesa Unita di Saint James
La chiesa Unita di Saint James si trova a Montréal, in Canada, nella rue Sainte-Catherine ouest, al numero 463, nel circondario di Ville-Marie.

## Storia e descrizione

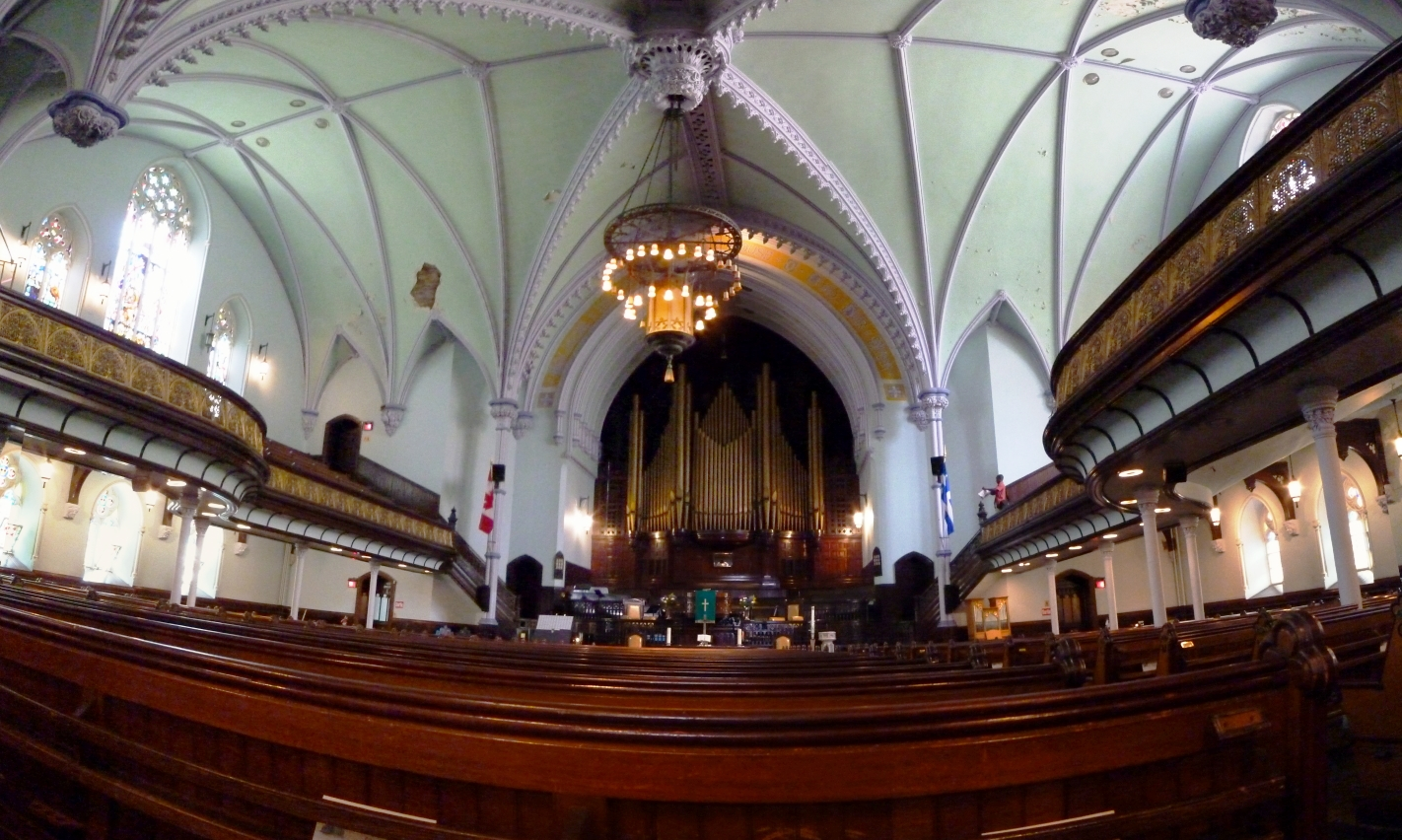
L'interno

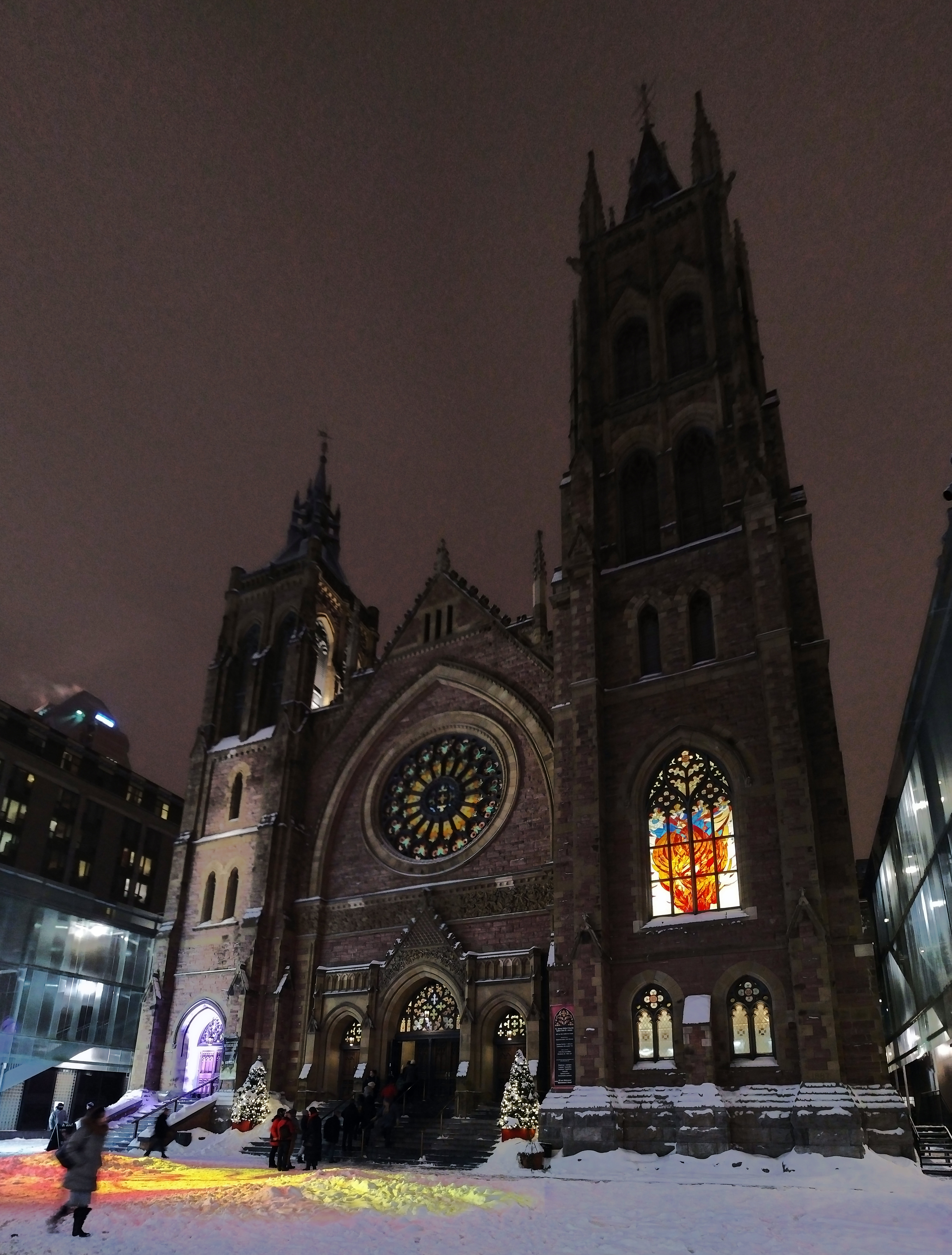
Chiesa illuminata di notte nel mese di dicembre

Di stile neogotico, fu disegnata dall'architetto Alexander Francis Dunlop. Di particolare pregio sono l'abside e gli organi, fabbricati dai fratelli Casavant.
Quando venne costruita, nel giugno 1889, era la più grande chiesa metodista del Canada, con 2.000 posti a sedere. Fu soprannominata Cattedrale del Metodismo.
Appartiene ora alla Chiesa Unita del Canada, denominazione derivata dalla fusione della chiesa metodista del Canada con alcune altre confessioni protestanti. Questa congregazione ha fondato il primo YMCA nell'America settentrionale il 25 novembre 1851 (prima che l'edificio attuale venisse costruito) e ha condotto una campagna attiva per il diritto di voto delle donne agli inizi del XX secolo.
Nel 1927, per coprire i costi di manutenzione, la chiesa ha autorizzato la costruzione di un edificio commerciale di fronte alla sua facciata sulla rue Sainte-Catherine. Questa costruzione, adiacente al complesso della chiesa, è rimasta in loco per 78 anni, essendo la chiesa annunciata da un grande neon.
Nell'ambito di un programma di restauro finanziato dalla città di Montréal e dal governo del Québec, costato 8 milioni di dollari, una parte della costruzione commerciale è stata demolita nel 2005, ripristinando nuovamente la chiesa, con un nuovo sagrato disegnato da Claude Cormier. È stato inoltre ristrutturato l'accesso posteriore dopo la rue Sainte-Catherine.
Nel 1996 è stata riconosciuta come un sito storico nazionale del Canada.